# Station Mittlern
Station Mittlern (Sloveens: Metlova) is een spoorwegstation aan de Drautalspoorlijn bij het dorp Mittlern in de tweetalige gemeente Eberndorf (Dobria vas) (Oostenrijk-Karinthië).